# Neosycophila omeomorpha
Neosycophila omeomorpha är en stekelart som beskrevs av Grandi 1923. Neosycophila omeomorpha ingår i släktet Neosycophila och familjen fikonsteklar. Inga underarter finns listade i Catalogue of Life.